# R-5M
R-5 Pobieda (ros. побе́да – „zwycięstwo”) – był pierwszym radzieckim pociskiem balistycznym posiadającym możliwość przenoszenia głowic jądrowych. Był to pocisk średniego zasięgu, opracowany w pierwszej połowie lat 50. XX wieku, przez biuro konstrukcyjne Sergieja Korolowa. Dzięki posiadaniu R-5, Związek Radziecki otrzymał możliwość dokonania ataku jądrowego przy pomocy rakietowych pocisków balistycznych na cele strategiczne w Europie Zachodniej. Zostały zainstalowane m.in. w Vogelsang w NRD w roku 1959. Pocisk otrzymał w NATO oznaczenie kodowe SS-3 Shyster. Zaś w GRAU oznaczono go pod inicjałami 8K51.